# Karl Kraus
Karl Kraus (født 28. april 1874 i Jičín nuv. Tjekkiet, død 12. juni 1936 i Wien) var en østrigsk forfatter og journalist, kendt som satiriker, essayist, aforistiker, dramatiker og poet. Han var en af de mest betydende tysksprogede satirikere i 1900-tallet, specielt kendt for sin slagfærdige kritik af pressen, tysk kultur samt tysk og østrigsk politik.

## Biografi
Kraus blev født af en rig jødisk familie som søn af papirproducent Jacob Kraus og hans hustru Ernestine. Familien flyttede til Wien i 1877. Hans mor døde i 1891.
Kraus påbegyndte studier i juridisk videnskab ved Wien Universitet i 1892. I april samme år begyndte han at give bidrag til tidskriftet Wiener Literaturzeitung begyndende med en kritik af Gerhart Hauptmanns Die Weber. På samme tid forsøgte han sig uden den store succes som skuespiller. I 1894 påbegyndte han i stedet studier i filosofi og tysk litteratur men afbrød studierne i 1896. I denne tid opstod hans venskab med Peter Altenberg.

### Karriere
I 1896 forlod han universitetsstudierne uden eksamen for at begynde som skuespiller ved Jung Wien med blandt andre Peter Altenberg, Leopold Andrian, Hermann Bahr, Richard Beer-Hofmann, Felix Dörmann, Hugo von Hofmannsthal og Felix Salten. 1897 brød Kraus med gruppen og skrev satiren Die demolierte Literatur og blev wienkorrespondent for avisen Breslauer Zeitung. Et år senere angreb han som kompromisløs fortaler for jødisk assimilering grundlæggeren af den moderne zionisme Theodor Herzl med Eine Krone für Zion (1898). 
1. april 1899 tog han afstand fra jødedommen og samme år grundlagde han tidsskriftet Die Fackel, som han fortsatte at lede, publicere og skrive til sin død, og fra hvilket han lancerede sine angreb mod hypokriter, psykoanalytikere, korruption i det Habsburgske imperium, nationalismen i den pangermanske bevægelse, laissez faire-økonomien og meget andet, som han mente var et samfundsproblem. I 1901 blev Kraus stævnet af Hermann Bahr og Emmerich Bukovics, som følte, at de var blevet angrebet i Die Fackel. Flere stævninger fulgte. 
I begyndelsen lignede Die Fackel tidsskrifter som Weltbühne, men blev mere og mere redaktørmæssigt uafhængigt. I det første årti bidrog mange kendte forfattere og kunstnere til tidsskrift, blandt andre Peter Altenberg, Richard Dehmel, Egon Friedell, Oskar Kokoschka, Else Lasker-Schüler, Adolf Loos, Heinrich Mann, Arnold Schönberg, August Strindberg, Georg Trakl, Frank Wedekind, Franz Werfel, Houston Stewart Chamberlain og Oscar Wilde. Efter 1911 til sin død var Kraus for det meste eneste forfatter med undtagelse af en artikel af Strindberg, hvis kvindefjendske anskuelser han delte. Kraus' værker publiceredes næsten udelukkende i Die Fackel, der kom i 922 udgaver.
I begyndelsen af 1906 udgav Kraus sine første aforismer i Die Fackel; de udkom i 1909 i aforismesamlingen Sprüche und Widersprüche.
Ud over sit forfatterskab holdt Kraus – mellem 1892 og 1936 offentlige foredrag: Omkring 700 hvor han læste dramatik af Bertolt Brecht, Gerhart Hauptmann, Johann Nestroy, Johann Wolfgang von Goethe og William Shakespeare. Han opførte også Offenbachs operetter, akkompagneret af klaver, hvor han sang alle rollerne selv. 
Efter en nekrolog over kronprins Franz Ferdinand, der blev myrdet i Sarajevo den 28. juni 1914, udkom Die Fackel ikke i flere måneder. I december 1914 dukkede det op igen med essayet In dieser großen Zeit. Derefter skrev Kraus artikler mod verdenskrigen, og flere gange blev Die Fackel  konfiskeret eller udsat for censur.
Kraus' vigtigste værk anses at være det satiriske skuespil om 1. verdenskrig Die letzten Tage der Menschheit. Den kombinerer dialog fra samtidige dokumenter med apokalyptisk fantasi og kommentarer fra to personer. Dramaet har mere end 200 scener og 500 roller og følger 1. verdenskrig år for år. Kraus begyndte at skrive skuespillet i 1915 og publicerede det først i en serie af specialudgaver af Fackel 1919. Epilogen, Die letzte Nacht, var  tidligere blevet trykt i 1918 i en specialudgave. I 1919 udgav Kraus også en samling krigstekster med titlen Weltgericht. 1920 udgav han satiren Literatur oder Man wird doch da sehn som en replik til Franz Werfels Spiegelmensch, som var rettet mod Kraus.
1928 udgav han skuespillet Die Unüberwindlichen. Det indeholder antydninger af disputten mellem Békessy og Schober. Samme år publicerede Kraus også sagsanlægget, som Kerr havde indgivet mod ham, efter at Kraus havde publiceret Kerrs krigslyrik i Die Fackel.
1932 oversatte Kraus Shakespeares sonetter.
Han støttede den østrigske forbundskansler Engelbert Dollfuß i håb om at kunne forhindre nazismen i at opsluge Østrig. Det skabte afstand til nogle tilhængere. 
Hans sidste værk, som han ikke publicerede af skræk for repressalier fra nazisterne, var en anti-nazistisk polemik Die Dritte Walpurgisnacht. Sidste udgave af Fackel udkom i februar 1936. Kraus døde af emboli i Wien den 12. juni 1936 efter kort tids sygdom.
Kraus giftede sig aldrig, men fra 1913 til sin død, havde han et tæt men konfliktfyldt forhold til baronesse Sidonie Nádherný von Borutin (1885-1950). Mange af hans værker blev skrevet i Janowitz' slot, som familien Nádherny  ejede. Sidonie Nádherny blev en vigtig brevven og adressat af bøger og lyrik. 
1911 blev han døbt som katolik, men 1923 forlod han den katolske kirke. Han er begravet på kirkegården Zentralfriedhof i Wien.
Kraus er emne i to bøger skrevet af dr. Thomas Szasz: Karl Kraus and the Soul Doctors og Anti-Freud: Karl Kraus's Criticism of Psychoanalysis and Psychiatry viser Kraus som en hård kritiker af Sigmund Freud og af psykoanalysen generelt.

## Personen
Kraus var udsat for modsatrettede opfattelser gennem hele livet. Denne polarisering forstærkedes af hans egen opfattelse af sin betydning. Dette selvbillede var ikke helt ubegrundet: de, som var med til hans fremtræden, fascineredes af hans personlighed. Hans tilhængere så ham som en ufejlbarlig autoritet, som ville gøre alt for dem, han støttede.
Flertallet af de fjender - han fik på grund af sine ufleksible meninger og den intensitet han fremførte dem med - anså ham for en bitter misantrop. Han blev anklaget for at vælte sig i hadefulde fordomme.

### Karl Kraus og sproget
Kraus var overbevist om, at hver eneste lille fejl var et udtryk for verdens ondskab. Han kunne se et manglende komma som et symptom på en verden, som kunne tillade en verdenskrig. Et af hans mål med sit forfatterskab var at vise den ondskab, som lå bag disse tilsyneladende små fejl.
Sproget var for ham den vigtigste advarsel mod verdens fejl. Han så sine medmenneskers hensynsløse behandling af sproget som tegn på, at de også var hensynsløse i behandlingen af verden som helhed.
Han anklagede mennesker — specielt journalister og forfattere — for at anvende sproget som et udryk for at kommandere snarere end at tjene. For Kraus var sproget ikke til for at distribuere færdige meninger, men snarere et medie for en egen opfattelse. Derfor kræver det en kritisk granskning. At afjournalistisere sine læsere var vigtigt for Kraus.
Kraus så pressen som sin hovedfjende og mente, at dens medlemmer befandt sig i de "nedre regioner" af litteraturen: hans syn på de samfundsmæssige og kulturelle spørgsmål var mindre klart definerede, og hans politiske præferencer skiftede. Han sympatiserede til tider med socialdemokraterne, til tider med Franz Ferdinand. Kraus' kritik var hovedsagelig moralsk og ikke politisk.

## Udvalgte værker
- Die demolierte Literatur (1897)
- Eine Krone für Zion (1898)
- Sittlichkeit und Kriminalität (1908)
- Sprüche und Widersprüche (1909)
- Die chinesische Mauer (1910)
- Heine unde die Folgen (1910)
- Pro domo et mundo (1912)
- Nestroy und die Nachwelt (1913)
- Worte in Versen (1916-30)
- Weltgericht [World Court] (1919)
- Nachts [At Night] (1919)
- Untergang der Welt durch schwarze Magie (1921)
- Traumstück (1922)
- Die letzten Tage der Menschheit: Tragödie in fünf Akten mit Vorspiel und Epilog (1922)
- Wolkenkuckucksheim (1923)
- Traumtheater (1924)
- Epigramme (1927)
- Die Unüberwindlichen (1928)
- Literatur und Lüge (1929)
- Shakespeares Sonette (1933)
- Die Sprache (posthumt, 1937)
- Die dritte Walpurgisnacht (posthumt, 1952)